# Atentado de Tidjelabine de 2006
El atentado de Tidjelabine se produjo el 19 de junio de 2006, cuando una bomba explosiva detonó contra una patrulla de la Guardia Comunitaria en la ciudad de Tidjelabine, provincia de Boumerdès, Argelia, hiriendo a tres personas. Se sospecha que la organización Al Qaeda en el Magreb Islámico fue la responsable.